# Bäder- und Kurverwaltung Baden-Baden
Die Bäder- und Kurverwaltung Baden-Baden (BKV) war eine Körperschaft des öffentlichen Rechts, die von 1934 bis 1995 die Thermalbäder, das Theater, das Kurhaus und die Spielbank in Baden-Baden betrieb.
In der Zeit der Republik Baden unterstand die Kurverwaltung der Stadt Baden-Baden, während das Friedrichsbad und das Augustabad vom Land verwaltet wurden. Auf Initiative von Oberbürgermeister Hermann Elfner (1930–1933) wurde in einem 1932 erstellten Gutachten empfohlen, die Stadt und das Land mögen ihre Aktivitäten in einer gemeinsamen Körperschaft bündeln. Am 1. April 1934 wurde auf der Grundlage dieses Gutachtens die Bäder- und Kurverwaltung gegründet.
Bereits 1933 hatte die Stadt Baden-Baden die erste von den Nationalsozialisten vergebene Glücksspielkonzession erhalten. Das Casino Baden-Baden wurde zunächst am 3. Oktober 1933 von einem privaten Betreiber wiedereröffnet. Mit Gründung der Bäder- und Kurverwaltung ging aber auch die Spielbankkonzession auf diese über.
Sie war damit für das Casino, die Parks und Anlagen, das Theater, die Kunsthalle, das Kurhaus mit Kurgarten, das Friedrichsbad, das Augustabad, das Inhalatorium und das Fangohaus verantwortlich, war Arbeitgeber für die dort beschäftigten Menschen und verfügte außerdem über die Thermalwasserrechte.
Der Kurbetrieb kam erst im Sommer 1944 zum Erliegen. 1948 vereinbarten das neu gegründete Land Baden und die Stadt Baden-Baden die Wiederaufnahme ihrer Kooperation. Damals wurde zusätzlich vereinbart, dass die Stadt der Bäder- und Kurverwaltung Dienststellen überlässt. So wurde der Oberbürgermeister Vorstand der Bäder- und Kurverwaltung; er wurde von einem Kurdirektor unterstützt. Oberbürgermeister Ernst Schlapper und Kurdirektor Erich von Prittwitz und Gaffron bauten nach dem Krieg den Kurbetrieb wieder auf.
Der Casinobetrieb wurde in die Hände der Spielbank Baden-Baden GmbH & Co. KG gelegt, die am 1. April 1950 den Spielbetrieb aufnahm. Diese Untergesellschaft führte 80 Prozent ihrer Einnahmen an die Bäder- und Kurverwaltung ab. Davon musste ein Teil an die Bundesländer, in denen die Spielbankgesellschafter ihren Wohnsitz hatten sowie andere Baden-Württembergische Bäder weitergegeben werden. Nach Abzug dieser Ausgleichszahlungen verblieben der Bäder- und Kurverwaltung noch etwa 50 Prozent der Spielbankeinnahmen.
Zwei kaufmännische Fehlleistungen in den 1980er Jahren brachten die Bäder- und Kurverwaltung in Misskredit: Zum einen wurde beim Bau der Caracalla-Therme der vorgesehene Kostenrahmen um 15 Millionen DM überschritten, zum anderen erwiesen sich die Terrassen Baden-Baden in Monaco als nicht kostendeckend. Als Konsequenz daraus flossen ab 1989 nicht mehr prozentuale Anteile der Spielbankeinnahmen, sondern nur noch ausgehandelte Festbeträge an die Bäder- und Kurverwaltung. Diese Festbeträge wurden nach und nach reduziert, so erhielt die BKV 1989 noch 26 Millionen DM, aber 1993 nur noch 14 Millionen DM. Zuletzt war Sigrun Lang Direktorin der Bäder- und Kurverwaltung.
Oberbürgermeister Ulrich Wendt betrieb schließlich die Auflösung und Privatisierung der BKV, wozu er ebenfalls ein Gutachten bemühte. 1992 einigten sich Stadt und Land darauf, die BKV zu zerschlagen. Orchester, Theater und Grünanlagen fielen danach an die Stadt. Kurhaus, Kongresshaus und die Bäder wurden privatisiert. Die Spielbankkonzession fiel an das Land, das wiederum Ausgleichsbeträge an die Stadt und an die privaten Betreiber zahlte. Am 31. März 1995 war die Transaktion beendet und die Bäder- und Kurverwaltung Baden-Baden hatte aufgehört zu existieren.